# Armando de Moraes Ancora
O general Armando de Moraes Ancora (Pelotas, 5 de agosto de 1901 — Rio de Janeiro, 26 de setembro de 1964) foi um militar brasileiro, que combateu na Segunda Guerra Mundial.
Comandou a 1ª Região Militar entre 8 de agosto de 1959 e 4 de janeiro de 1960. Posteriormente, foi comandante do I Exército, durante a época do golpe militar de 1964, entre 2 de agosto de 1963 e 1 de abril de 1964.. 
Ao verificar a divisão do exército, o general Âncora optou por evitar confrontos armados entre os militares revoltosos (favoráveis ao golpe) e as tropas legalistas (apoiadoras de João Goulart) que queriam impedi-los.
Num encontro de Resende, Armando Âncora, que tinha assumido interinamente o Ministério da Guerra, em substituição ao general Jair Dantas Ribeiro, declarou o fim da resistência das forças que davam proteção ao governo.
Além de ter comandado o I Exército, o general Âncora foi chefe de Polícia do Distrito Federal na época do atentado da rua Toneleros, em agosto de 1954, o que teria provocado a sua saída do cargo, antes do suicídio de Getúlio Vargas, tendo sido um dos poucos militares leais a Vargas juntamente com o General Manuel César de Góis Monteiro.
Armando Âncora é o pai do general Armando de Moraes Ancora Filho.